# Saint-Jacques-d'Aliermont
Saint-Jacques-d'Aliermont és un municipi francès situat al departament del Sena Marítim i a la regió de Normandia. L'any 2007 tenia 356 habitants.

## Demografia

### Població
El 2007 la població de fet de Saint-Jacques-d'Aliermont era de 356 persones. Hi havia 128 famílies de les quals 24 eren unipersonals (12 homes vivint sols i 12 dones vivint soles), 40 parelles sense fills, 56 parelles amb fills i 8 famílies monoparentals amb fills.
La població ha evolucionat segons el següent gràfic:
Habitants censats

### Habitatges
El 2007 hi havia 141 habitatges, 132 eren l'habitatge principal de la família, 4 eren segones residències i 5 estaven desocupats. Tots els 140 habitatges eren cases. Dels 132 habitatges principals, 120 estaven ocupats pels seus propietaris, 9 estaven llogats i ocupats pels llogaters i 3 estaven cedits a títol gratuït; 1 tenia una cambra, 1 en tenia dues, 18 en tenien tres, 31 en tenien quatre i 81 en tenien cinc o més. 114 habitatges disposaven pel capbaix d'una plaça de pàrquing. A 45 habitatges hi havia un automòbil i a 77 n'hi havia dos o més.

### Piràmide de població
La piràmide de població per edats i sexe el 2009 era:
| Homes | Edats   | Dones |
| ----- | ------- | ----- |
| 0     | 95 o +  | 0     |
| 0     | 90 a 94 | 8     |
| 0     | 85 a 89 | 0     |
| 0     | 80 a 84 | 0     |
| 0     | 75 a 79 | 4     |
| 4     | 70 a 74 | 0     |
| 12    | 65 a 69 | 16    |
| 8     | 60 a 64 | 4     |
| 4     | 55 a 59 | 12    |
| 8     | 50 a 54 | 4     |
| 20    | 45 a 49 | 20    |
| 28    | 40 a 44 | 12    |
| 8     | 35 a 39 | 24    |
| 12    | 30 a 34 | 8     |
| 12    | 25 a 29 | 0     |
| 8     | 20 a 24 | 8     |
| 20    | 15 a 19 | 16    |
| 24    | 10 a 14 | 8     |
| 8     | 5 a 9   | 16    |
| 0     | 0 a 4   | 0     |

## Economia
El 2007 la població en edat de treballar era de 249 persones, 186 eren actives i 63 eren inactives. De les 186 persones actives 171 estaven ocupades (102 homes i 69 dones) i 15 estaven aturades (8 homes i 7 dones). De les 63 persones inactives 22 estaven jubilades, 18 estaven estudiant i 23 estaven classificades com a «altres inactius».

### Ingressos
El 2009 a Saint-Jacques-d'Aliermont hi havia 139 unitats fiscals que integraven 367 persones, la mediana anual d'ingressos fiscals per persona era de 17.674 €.

### Activitats econòmiques
Dels 10 establiments que hi havia el 2007, 5 eren d'empreses de construcció, 2 d'empreses de comerç i reparació d'automòbils, 2 d'empreses de serveis i 1 d'una empresa classificada com a «altres activitats de serveis».
Dels 3 establiments de servei als particulars que hi havia el 2009, 2 eren lampisteries i 1 electricista.
L'únic establiment comercial que hi havia el 2009 era una botiga de material esportiu.
L'any 2000 a Saint-Jacques-d'Aliermont hi havia 11 explotacions agrícoles que ocupaven un total de 660 hectàrees.

## Equipaments sanitaris i escolars
El 2009 hi havia una escola elemental integrada dins d'un grup escolar amb les comunes properes formant una escola dispersa.

## Poblacions més properes
El següent diagrama mostra les poblacions més properes.